# Florilégio

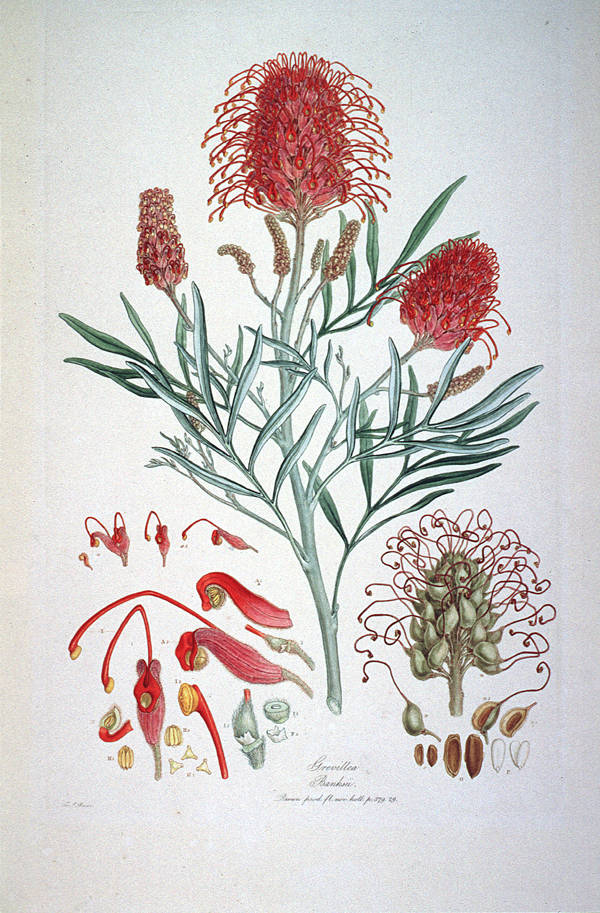
Ilustração de Grevillea banksii no florilégio Illustrationes Florae Novae Hollandiae

Um florilégio  é um compêndio, coleção, antologia ou miscelânea de troços selectos de obras literárias. A palavra vem do latim florilegium (plural florilegia), a qual se compõe dos termos flos («flor») e  legere («reunir», «escolher»). Florilégio é, literalmente, uma coleção de flores e, em sentido figurado, uma recompilação de partes seletas extraídas do corpo de um trabalho mais amplo. A palavra tem o mesmo significado etimológico que o termo «antologia», derivado do grego ἀνθολογία.
Na idade Média os florilégios eram coleções sistémicas de extratos tomados principalmente dos escritos dos primeiros autores cristãos e também de filósofos paganistas como Aristóteles e, algumas vezes, outros escritos clássicos. Um bom exemplo é Manipulus Florum que se completou a princípios do século XIV. O objetivo era tomar passagens que ilustrassem certos tópicos, doutrinas ou temas. Após o período medieval, o termo estendeu-se para aplicar-se a qualquer miscelânea ou compilação de caráter literário ou cientista.
O termo florilégio também se aplica literalmente a um tratado sobre flores ou aos livros medievais que se dedicam às plantas ornamentais em lugar das plantas medicinais ou utilitárias cobertas pelos herbários. O surgimento da ilustração de plantas como um género artístico remonta ao século XV, quando os herbários (livros que descrevem os usos culinários e medicinais das plantas) se misturavam conjuntamente com ilustrações de flores. Com a chegada de técnicas avançadas de impressão, e a chegada de novas plantas à Europa desde a Turquia otomana no século XVI, as pessoas ricas e os jardins botânicos começaram a encarregar aos artistas que pintassem e gravassem a beleza destas instâncias exóticos, os que depois eram reunidos em florilégios.